# یاسو واتانابه
یاسو واتانابه (انگلیسی: Yasuo Watanabe؛ زادهٔ ۲۱ فوریهٔ ۱۹۴۴) کشتی‌گیر اهل ژاپن بود.